# Hüseyinbeyli, Bafra
Hüseyinbeyli là một xã thuộc huyện Bafra, tỉnh Samsun, Thổ Nhĩ Kỳ. Dân số thời điểm năm 2010 là 306 người.